# Det Kongelige Danske Musikkonservatorium
Det Kongelige Danske Musikkonservatorium (DKDM) (engelsk: Royal Danish Academy of Music) er et dansk musikkonservatorium. Konservatoriet blev grundlagt i 1867 af komponisten Niels W. Gade som Københavns Musikkonservatorium og er Danmarks ældste professionelle musikuddannelsesinstitution. Konservatoriet fik sit nuværende navn i 1902. Fra 1949 har den danske stat stået for driften.
Konservatoriet overtog pr. august 2008 Danmarks Radios tidligere lokaler på Rosenørns Allé 22 (Radiohuset), herunder Radiohusets Koncertsal, der således tog navneforandring til Konservatoriets Koncertsal.
Institutionen havde indtil da til huse i en bygning på hjørnet af Niels Brocks Gade og H.C. Andersens Boulevard i København.

## Børnekor
Docent Margrete Enevold stiftede i 1978 et børnekor, der fungerer som øvekor for musikstuderende og som selvstændigt koncertensemble. Koret er kendt for sine store udlandsrejser og turnéer.

## Bigbands
Professor Mogens Andresen dannede i 2001 et Big Band, som bestod af unge studerende, der spillede ved koncerter og fester o.l.
Dette var dog ikke det første af slagsen, idet docent Frans Rasmussen allerede i 1978 oprettede DKDM-bigband, der siden i perioden 1979-85 blev ledet af blandt andre Thad Jones, Dave Baker og Ernie Wilkins. Herefter fungerede orkestret nogle år endnu under ledelse af Frans Rasmussen og Ole Koch Hansen, indtil det faldt som offer for nedskæringer først i halvfemserne. Af de mere prominente medlemmer gennem perioden kan nævnes sangerinderne Hanne Boel og Vibeke Nørby, saxofonisten Fredrik Lundin, trompetisterne Ole Hansen og Jan Glæsel, basunisterne Kenneth Agerholm og Thure Larsen, pianisten Niels Thybo og trommeslageren Frands Rifbjerg.

## Ledere
Direktører/rektorer:
- 1867–1890 Niels W. Gade
- 1890–1899 J.P.E. Hartmann
- 1899–1915 Otto Malling
- 1915–1930 Anton Svendsen
- 1930–1931 Carl Nielsen
- 1931–1947 Rudolph Simonsen
- 1947–1954 Christian Christiansen
- 1954–1955 Finn Høffding
- 1956–1967 Knudåge Riisager
- 1967–1971 Svend Westergaard
- 1971–1975 Poul Birkelund
- 1976–1979 Friedrich Gürtler
- 1979–1986 Anne-Karin Høgenhaven
- 1986–1989 Anker Blyme
- 1989–1992 Merete Westergaard
- 1992–2007 Steen Pade
- 2007–2019 Bertel Krarup
- 2019-2023 Uffe Savery
- 2023-2024 Niels Rosing-Schow
- 2024- Helene Gjerris